# Ingrisma prasina
Ingrisma prasina är en skalbaggsart som beskrevs av Thierry Bourgoin 1919. Ingrisma prasina ingår i släktet Ingrisma och familjen Cetoniidae. Inga underarter finns listade i Catalogue of Life.